# Kalinanas (Wonosegoro)
Kalinanas is een bestuurslaag in het regentschap Boyolali van de provincie Midden-Java, Indonesië. Kalinanas telt 1940 inwoners (volkstelling 2010).